# Gleb Brussenskii
Gleb Konstantinovitsj Brussenskii (Kazachs: Глеб Константинович Брусенский) (Kökşetaw, 18 april 2000) is een Kazachs voormalig wielrenner.

## Carrière
Tijdens de Olympische Jeugdspelen van 2018 won Brussenskiy samen met Jevgeniy Fedorov goud in het gecombineerde landenklassement. Samen wonnen ze de ploegentijdrit en zelf won hij de wegwedstrijd en werd hij tweede in het criterium.
In 2019 en 2020 reed Brussenskii voor de Kazachse wielerploeg Vino-Astana Motors in 2021 maakte hij de overstap naar Astana-Premier Tech.

## Overwinningen
2017
 Kazachs kampioen tijdrijden, Junioren
2018
1e etappe Ronde van de DMZ
Eindklassement Ronde van de DMZ
 Olympische Jeugdspelen
1e ploegentijdrit
1e wegwedstrijd
2e criterium
2023
 Aziatisch kampioenschap

## Resultaten in voornaamste wedstrijden
| Jaar | Ronde van Italië | Ronde van Frankrijk | Ronde van Spanje |
| ---- | ---------------- | ------------------- | ---------------- |
| 2021 |                  |                     |                  |
| 2022 |                  |                     |                  |
| 2023 |                  |                     |                  |
| 2024 |                  |                     | 124e             |

| Jaar | Parijs-Roubaix |  | WK op de weg |
| ---- | -------------- |  | ------------ |
| 2021 | opgave         |  |              |
| 2022 |                |  |              |
| 2023 |                |  | opgave       |
| 2024 |                |  | opgave       |

### Resultaten in kleinere rondes
| Jaar | Ronde van het Baskenland |
| ---- | ------------------------ |
| 2024 | opgave                   |

## Ploegen
- 2019 –  Vino-Astana Motors
- 2020 –  Vino-Astana Motors
- 2021 –  Astana-Premier Tech
- 2022 –  Astana Qazaqstan
- 2023 –  Astana Qazaqstan
- 2024 –  Astana Qazaqstan

Aranburu · Battistella · Boaro · Broesenski · Contreras · de Bod · Fjodorov · Felline · Fraile · Fuglsang · Gïdïç · Gregaard · Groezdev · Houle · G. Izagirre · J. Izagirre · Kudus · Loetsenko · Martinelli · Natarov · Perry · Piccolo tot 31 mei · Pronskïÿ · Rodríguez · Romo · Sánchez · Sobrero · Stalnov · Tejada · Vlasov · Zacharov
Basso · Battistella · Boaro · Broesenski · Conti · de Bod · de la Cruz · Dombrowski · Fjodorov · Felline · Gazzoli (tot 10/8) · Gïdïç · Groezdev · Henao (tot 31/07) · López · Loetsenko · Martinelli · Moscon · Natarov · A. Nibali · V. Nibali · Nurlykhassym · Pronskïÿ · Raboesjenka · Romo · Scaroni (vanaf 28/07) · Tejada · Velasco · Zacharov · Zejts · Chzhan (stagiair) · Syritsa (stagiair)
Basso · Battistella · Boaro · Bol · Broesenski · Cavendish · Chzhan · de la Cruz · Dombrowski · Fjodorov · Felline · Garofoli · Gïdïç · Groezdev · Laas · Loetsenko · Martinelli · Moscon · Natarov · Nibali · Nurlykhassym · Pronskïÿ · Raboesjenka · Romo · Sánchez · Scaroni · Syritsa · Tejada · Velasco · Zejts
Ballerini · Battistella · Bettiol (vanf 15/8) · Bol · Brusenskii · Cavendish · Charmig · Fjodorov · Fortunato · Garofoli · Gazzoli · Giditş · Groezdev · Kanter · Koezmin · López · Loetsenko · Maroechin · Mulubrhan · Mørkøv · Pronskii · Scaroni · Schelling · Selig · Syritsa · Tejada · Tsjzjan · Umba · Velasco · Vinokoerov · Goyo (stagiair) · Smirnov (stagiair) · Trezise (stagiair)